# アンドレイ・シェプティツキー
アンドレイ・シェプティツキー（ポーランド語: Andrzej Szeptycki, ウクライナ語: Андрей Шептицький、1865年7月29日 - 1944年11月1日）は、ギリシア・カトリック教会リヴィウ府主教（1901-1944年）。
2015年7月16日、ローマ教皇フランシスコにより尊者に顕彰される。
彼はオーストリア・ハンガリー帝国、ウクライナ、ソ連、ポーランド、ナチス・ドイツ、そして再びソ連という6度の政治体制の変遷と2つの世界大戦下という非常に困難な状況下で主教を務め、さまざまな判断を下し、行動をとってきた。
彼の思想は、反ロシア、反ソ連、親ナチス、反ナチスと変遷してきたが、その根底には大国の思惑に翻弄されるウクライナの独立への強い思いがあったものと考えられる。
教会史家のヤロスラフ・ペリカンによれば、「20世紀のウクライナ教会史において、アンドリー・シェプティツキー大司教は最も影響力のある人物であった」とされている。
1905年にシェプティツキーによって設立されたリヴィウ国立博物館には彼の名が冠されており、2017年9月に開設されたウクライナ・カトリック大学の情報資料センターも、彼の名前を冠して「メトロポリタン・アンドレイ・シェプティツキー・センター」と命名されている。

## 生涯

### 出生と教育
1865年、ロマン・アレクサンデル・マリア・シェプティツキーとして、当時オーストリア・ハンガリー帝国の領土であったハルィチナー（リヴィウを含むウクライナ南西部）・ロドメリア王国の、リヴィウの北西40キロメートルにあるプリルビチ村で伯爵家の子として生まれる。母方のフレドロ家はポーランド貴族の末裔であった。シェプティツキー家はギリシア・カトリック教会とラテン・カトリック教会の聖職者を多く輩出しており、中にはポーランド陸軍大将になった者もいた。
シェプティツキーは、まず家庭で教育を受け、その後リヴィウ、クラクフで教育を受けた。1883年、シェプティツキーはオーストリア・ハンガリー帝国軍に入隊するが、数か月後に体調を崩し、入隊を断念せざるをえなくなった。
次にヴロツワフで法律を学ぶようになり、そこでヴワディスワフ・ネーリングが運営する文学・スラヴ協会、上シレジア協会、ポーランド学識者読書室のメンバーとなった。
1884年、弟のアレクサンダーとともにポーランド・カトリック学生神学協会「ソシエタス・ホシアナ」を設立。1885年からはクラクフのヤギェウォ大学で研究を続け、その際に自身の国籍をポーランドからルテニアに変更した。ルテニアとは「赤ロシア」を意味する言葉で、ウクライナとベラルーシを合わせた地域のことである。かつてのポーランド・リトアニア王国が領有していた東方正教圏に相当する。 
1887年11月から12月にかけてはキーウに滞在し、その後モスクワに滞在した。
1888年3月24日、母と弟のレオーネとともにバチカンで教皇レオ13世に謁見。1888年5月19日には博士号を授与された。

### 宗教と政治[4]
1888年6月2日、ドブロミルのバシリア修道院で修道士となる。1889年からは同修道院でヴォイチェフ・ボーディスに師事し、ウクライナ語を学ぶ。1896年、リヴィウの聖オヌフリウス修道院のヘグメンとなる。1898年、クリストノポルのバシリア神学校で道徳神学と教義神学の教授となる。そこで聖テオドール修道会の規則に基づく修道会を設立した。
1899年、シルヴェスター・センブラトヴィッチ枢機卿の死去に伴い、シェプティツキーはスタニスラヴィフ（現イヴァノ＝フランキフスク）ギリシア・カトリック司教の後任として皇帝フランツ・ヨーゼフから指名され、教皇レオ13世もこれに同意した。
同年2月5日、ローマで神学博士号を取得し、ヤギェウォ大学神学部で学位を取得。 
1900年、ユリアン・サス・クイロフスキーの死去に伴い、シェプティツキーは36歳でハルィチナーの首都リヴィウの大司教、カメネツ＝ポドリスクの司教に任命され、1901年1月17日に就任した。1901年2月からは、オーストリア・ハンガリー帝国のウィーンの帝国議会貴族院に顧問の肩書きで出席している。また、オーストリア・ハンガリー帝国のハルィチナー議会の副議長に就任し、1912年までその職にあった。このころ、ロシア帝国領内の東方カトリック教会の復興と拡大に積極的に取り組み、同国を何度も訪れ、司教や司祭を叙階した。また、ベラルーシのギリシア・カトリック教会の復興にも尽力し、そのためにイヴァン・ルツケヴィチをはじめとするベラルーシ民族主義運動の指導者たちとも接触していた。シェプティツキーはウクライナの民族運動を支援し、スタニスラヴィフにギリシア・カトリック神学校を設立し、同地にウクライナの体育館、リヴィウにウクライナの大学と病院の開設を支援した。
1905年にはリヴィウでウクライナ人芸術家の展覧会を主催し、パレスチナへのウクライナ人巡礼を率い、選挙法の改正を求めて皇帝フランツ・ヨーゼフにウクライナ代表団を派遣した。同時に、歴史的経緯から発生していたハルィチナー地域におけるポーランドとウクライナの民族主義的対立の回避に努めた。
1904年には、ポーランドのギリシア・カトリック信者に宛てた司牧書簡を発表し、自国を愛するよう促し、愛国心を口実に他国を傷つけることを警告した。1908年には、ウクライナ人学生ミロスラフ・シチンスキーによるハリチナー総督アンドレイ・カジミエシュ・ポトツキ暗殺事件を厳しく非難した。
シェプティツキーは1910年に北米を訪れ、米国のウクライナ系ギリシア・カトリック教徒の移民団と交流し、モントリオールで開催された第21回国際聖体会議に出席、カナダのウクライナ人移民団体とも交流し、現地のレデンプトール会の神父たちをウクライナに招いた。

### 第一次世界大戦
第一次世界大戦勃発後、シェプティツキーはロシア領から最終的にウクライナ国家を独立させることを提唱し、同時にオーストリア皇帝に忠誠を誓うよう信者に訴えた。このため、ロシア軍がリヴィウ進軍後の1914年9月18日には、シェプティツキーは逮捕され、キーウに移送された。その後、シェプティツキーは、ニジニ・ノヴゴロド、次いでクルスク、さらにスズダルの聖エウティミウス修道院、そして最終的にヤロスラフに追放された。
1918年、彼は解放されてリヴィウに戻ったが、彼が生まれたプリルビチの両親の家はロシア革命下のボリシェヴィキにより破壊されていた。
1920年、彼は再びアメリカを訪問している。

### 第二次世界大戦

#### ソ連へ対抗するためのドイツ軍の受け入れ、ホロコーストを経て反ナチスへ
ドイツのポーランド侵攻後、シェプティプツキーはプロパガンダに屈しないよう訴える司牧書簡を発表。1939年10月以降、ソ連はポーランド東部を占領し、現地の教会を支配しようとしたが、シェティプツキーは教会の独立を守ろうとした。彼はソ連当局の青少年の無神論化に抗議し、会堂を組織し、秘密裡に司教を叙階した。シェプティプツキーはドイツ軍のリヴィウ入城を歓迎し、1941年6月30日のウクライナ民族主義者団体「OUN-B」のウクライナ独立宣言を支持した。ヤロスラフ・ステツコ政権の解散後、彼はウクライナ元老評議会の名誉議長となった。
1941年7月22日、ドイツ外相ヨアヒム・フォン・リッベントロップに宛てた書簡で、東ハルィチナーの総督府への併合に抗議した。1941年8月、新設されたウクライナ赤十字の保護者に就任。市民に対するナチスの政策に嫌悪感を抱くようになる。
1942年6月、彼は文書『我々の国民生活の理想』を公布し、その中で、独立した統一ウクライナが、単一の教会によって統合されるというビジョンを提示した。1942年2月、彼はドイツの政策に反対し、独立したウクライナの樹立を要求するウクライナ民族主義者団体「OUN-B」が発行したアドルフ・ヒトラー宛ての書簡に署名した。また、シェプティツキーはウクライナにおけるホロコーストに抗議する手紙をハインリヒ・ヒムラーに送った。その一方で、1943年夏にシェプティツキーはウクライナ人による武装SSハルィチナー師団結成時に従軍神父を派遣している。また、シェプティツキーは第14武装SS・グレナディア師団（ハルィチナー第1師団）も支持を示し、その新兵を祝福していた。
しかし、彼の親しい友人であったラビ、ダヴィド・カハネによると、シェプティツキーはこれらの武装SS師団がスターリンと戦うために結成されたと信じていたが、その後ウクライナで行われたホロコーストに加担させられたことについて、ラビとの会話の中で個人的に嫌悪感を示していたという。
彼は少なくとも150-200人のホロコーストを逃れたユダヤ人たち（主に子ども）をギリシア・カトリックの孤児院、修道院、修道院にかくまい、そこでギリシア・カトリック教徒として生活するための訓練を受けさせた。リヴィウの大司教館では、リヴィウの進歩的シナゴーグの主任ラビであったジェチェスキエル・ルヴィンの息子クルト・ルヴィンを保護した。
1942年8月、シェプティツキーはピウス12世に書簡を送り、その中でナチスの残虐な政策について報告し、ユダヤ人の殺害を明確に非難するとともに、ドイツ人のウクライナ人に対する態度についての当初の評価が誤っていたことを認めた。1942年11月21日、ナチスの残虐行為に抗議する司牧書簡「汝、殺すなかれ」を発表した。 
歴史家ロナルド・リヒラクによれば、「『フレデリック』という名のドイツ外務省の諜報員が、戦時中、ナチス占領下および衛星国を視察するために派遣された。彼は1943年9月19日、ドイツ外務省への秘密報告の中で、ウクライナ・ギリシア・カトリック教会のアンドレイ・シェプティツキー大司教は、ユダヤ人の殺害は許されない行為だと断固として主張し続けたと書いている。『フレデリック』はさらに、シェプティツキーはフランス、ベルギー、オランダの司教たちと同じ発言をし、同じ言い回しを使い、あたかも全員がバチカンから指示を受けているかのようだったとコメントした」。 
シェプティツキー大司教に命を救われたラビの一人、ダヴィド・カハネは「アンドレイ・シェプティツキーは、ユダヤ人の永遠の感謝と『正義の王子』という敬称に値する」と述べている。さらに、シェプティツキーの助けによって戦争を生き延びたユダヤ人の中には、リリ・ポールマンとその母親、アダム・ダニエル・ロトフェルド（後のポーランド外相）、カトヴィツェのチーフラビの2人の息子（著名な心臓外科医レオン・チャメイデスを含む）がいた。

### ポーランドとの関係
一方で、彼は対立していたポーランドとウクライナの関係を緩和するためにポーランドの地下組織（ZWZ）とも接触し、ポーランドとウクライナの間を調停しようと試みていた。1941年秋には、ポーランド政府代表チリル・ラタイスキの使者イェジー・ブラウン、およびZWZ総司令官ステファン・ロヴェツキ将軍と会談し、ロンドンの国民会議に2名のウクライナ代表を派遣することを提案した。シェプティツキーは、1943年夏以来、ウクライナ民族主義者団体「OUN-B」とウクライナ蜂起軍「UPA」が組織的にポーランド住民を大量虐殺していることを知った。
1943年8月10日付の司牧的書簡では、危険にさらされている人々の命を救うよう呼びかけ、8月31日付の別の書簡では、ポーランド・ウクライナ双方に戦闘を停止するよう促した。1944年初めには、動機の如何にかかわらず、殺害とその加害者を非難した。1944年4月16日付の「復活祭の言葉」では、隣人同士の融和を呼びかけた。
シェプティツキーは1944年11月1日に死去し、リヴィウの聖ジョージ大聖堂に埋葬された。
2015年7月16日、ローマ教皇フランシスコは彼の生涯が英雄的な徳のあるものであったことを承認し、彼を尊者と宣言した。

## 思想
シェプティツキーは司教職に就いて間もないころ、独身制の東方カトリック聖職者を強く支持していた。しかし、帝政ロシア時代の獄中で、既婚のロシア正教会司祭やウクライナ正教会司祭、その妻や家族の誠実さに触れ、考えを改めたという。その後、彼は東方カトリックの司祭に独身を義務づけようとしたラテン・カトリックの指導者たちと戦った。
シェプティツキーはまた、多くの正教徒を含む芸術家や学生のパトロンであり、エキュメニズムの先駆者でもあった。彼はまた、ポーランド語の強制やギリシア・カトリックとウクライナ正教会のウクライナ人をラテン・カトリックに強制改宗させるという第二次ポーランド共和国の政策に反対した。民族間の融和に努め、社会問題や霊性についての著作も多い。
また、ステュディト会、ウクライナ・レデンプトール会、病院、国立博物館、神学アカデミーを設立した。
プロスヴィータ、特にプラスト・ウクライナン・スカウト組織など様々なウクライナの組織を積極的に支援し、カルパチア山脈にソーキルと呼ばれるキャンプ場を寄贈し、プラスト友愛会オルデン・クレストノスチフの守護聖人となった。

## 記念碑
アンドレイ・シェプティツキーの行動によって救われたユダヤ人たちは、彼を「諸国民の中の正義の人」に任命するよう長年にわたってイスラエルのホロコースト記念館に働きかけてきたが、今のところ実現していない。その主な理由は「ドイツの侵略はソ連の支配下にあるよりもウクライナにとって良いことである」という彼の最初の信念に対する懸念であった。
アンドレイ・シェプティツキーの最初の記念碑は、彼が存命中の1932年に建てられたが、1939年にはソビエトによって破壊された。アンドレイ・シェプティツキーの新しい記念碑は、彼の生誕150周年にあたる2015年7月29日にリヴィウで落成している。